# Hydriomena nivocellata
Hydriomena nivocellata là một loài bướm đêm trong họ Geometridae.